# Вивільга ефіопська
Вивільга ефіопська (Oriolus monacha) — вид співочих птахів родини вивільгових (Oriolidae).

## Таксономія
Ефіопську вивільгу офіційно описав у 1789 році німецький натураліст Йоганн Фрідріх Гмелін у своєму переглянутому і розширеному виданні "Systema Naturae" Карла Ліннея. Він помістив його разом з дроздами в рід Turdus і придумав біноміальну назву Turdus monacha. Специфічний епітет monacha походить від пізньолатинського monachus, що означає "монах". Гмелін ґрунтувався на описі "Le Moloxita" або "La religieuse d'Abissinie", який був описаний у 1775 році французьким ерудитом графом де Бюффоном у його багатотомній "Природничій історії озер". Ефіопська вивільга — одна з 30 вивільг, що належать до роду Oriolus, який був введений у 1766 році Ліннеєм.

## Поширення
Птах поширений в Еритреї та Ефіопії. Природним середовищем проживання виду є субтропічні та тропічні вологі ліси.